# Suhatag
Suhatag egy városállam Középfölde északnyugati részén.

## Fekvése
Középfölde északnyugati részén, a Magányos-hegy alatt fekszik, innen délre található a Hosszú-tó, rajta a Tóvárossal.

### Kereskedelmi előnyök
Suhatag fekvése miatt baráti és kereskedelmi kapcsolatot ápol a törpökkel és a tündékkel. Bár a törpökkel való jó kapcsolata egyre inkább átfordult rivalizálássá. A város gazdagsága így csak egyre nőtt, egészen a Sárkány érkezéséig.

## Történelme

### Uralkodói

#### Girion
Girion királyt Szmóg ölte meg, bár megsebesítette a sárkányt, de a nyíl pikkelyénél tovább nem hatolt át.

#### Szmóg
Szmóg első támadása után az emberek nagy része elmenekült. (Többi ember meghalt vagy szintén elmenekült a további támadásai és portyázásai után.) Szmóg nem volt igazi uralkodója Suhatagnak, csak félelemben tartotta.

#### Bard, a sárkányölő
Bard Tóvárosban született. A sárkány legyőzése után királynak választották (mivel ő a sárkány gyilkosa), ő vezette népét Az öt sereg csatájában. A királyi rangjához, hozzá járult az előző (Tóvárosi) uralkodó kapzsisága, és emiatt bekövetkezett halála.

#### Bain
Ő Bard fia. Apja halála utána ő lett az uralkodó.

#### Brand
Ő Bard unokája, Bain fia. A Gyűrűháborúban vesztette életét.

#### II. Bard
Brand fia. Bain unokája. Bard dédunokája.

### A sárkány támadása és halála

#### A sárkány támadása
A sárkánynak a fő célja Erebor volt; de így elpusztította Suhatagot is. Suhatag akkori ura Girion próbálta megállítani, de ebben csak a halálát nyerte.

#### A sárkány halála
Miután a sárkányt a törpök kiűzték a hegyből, megtámadta a Tóvárost. Az egyetlen aki ellenállt, Bard volt. Bard a fekete nyíllal megölte a sárkányt; de a nagy károk miatt az egész város, áttelepült és újjáépítette Suhatagot.